# Skryabinelaziinae
Die Skryabinelaziinae (auch Skrjabinelaziinae; benannt nach Konstantin Iwanowitsch Skrjabin) sind eine Unterfamilie der Spulwürmer mit acht Arten. Sie sind Parasiten bei Reptilien.

## Merkmale
Die Unterfamilie hat die Eigenschaften der Seuratidae. Charakteristikum ist die etwa in der Mitte des Ösophagus liegende Vulva.

## Systematik
Zur Unterfamilie gehören zwei Gattungen:
- Rabbium Chitwood, 1960
- Skrjabinelazia Sypliaxov, 1930